# Bitwa pod Taillebourg
Bitwa pod Taillebourg – starcie zbrojne, które miało miejsce w roku 1242 pomiędzy rycerstwem francuskim i angielskim w trakcie krótkiego konfliktu pomiędzy królami Anglii i Francji zwanego wojną Saintonge. Do zwycięskiej dla Francuzów bitwy doszło w dniach 21–23 lipca 1242 r. w rejonie Taillebourg i Saintes w obecnym departamencie Charente-Maritime.
Na początku XIII stulecia w chwili objęcia władzy przez króla Filipa II Augusta nastąpił kres rządów francuskiej dynastii Plantagenetów do której należeli też władcy angielscy. Plantageneci utracili Normandię a także Anjou, Maine oraz Touraine. Dzięki zwycięstwu w bitwie pod Bouvines w roku 1214 Filip II zniweczył próby odbicia utraconych ziem przez wywodzącego się z dynastii Plantagenetów Jana bez Ziemi. W kampanii roku 1224 król Ludwik VIII Lew podporządkował sobie kolejne rejony Plantagenetów w południowej Francji (rejon Akwitanii) z wyjątkiem Gascogne.
Ze stratami terytorialnymi nie chciał pogodzić się syn Jana bez Ziemi król Henryk III. Szybko też władca podjął decyzję o nowej kampanii we Francji w celu odzyskania utraconych ziem. Przedsięwzięciu sprzyjało niezadowolenie francuskich możnych wasali Plantagenetów. Na czele sił opozycji stanął hrabia Hugo X z Lusignan. W roku 1241 Hugo zawarł w Pons sojusz z Henrykiem III oraz hrabią Rajmundem VII z Tuluzy i popierającymi go książętami z południa kraju.
Konflikt rozpoczęła rebelia hrabiego Hugo z Lusignan, który wypowiedział służbę wasalną królewskiemu bratu Alfonsowi z Poitiers i spalił jego posiadłość. Dnia 28 kwietnia król Ludwik IX wraz z Alfonsem na czele silnej armii skierowali się przeciwko rebeliantom.
Dnia 9 maja 1242 r. Henryk III na czele swojej floty opuścił Portsmouth a 13 maja wylądował w Royan na wybrzeżu Saintonge. W czasie gdy wokół Henryka zbierały się rebelianckie siły szlachty francuskiej, władca podjął wstępne rokowania z Ludwikiem IX o zwrot spornych terenów. Gdy te zakończyły się niepowodzeniem Henryk w dniu 16 czerwca wypowiedział wojnę Francuzom. Jego marsz został jednak wstrzymany na kilka dni gdyż przeciągnęły się rozmowy z władcą zamku Taillebourg Gottfrydem III z Rancon, jednym z najpotężniejszych władców Saintonge wiernych królowi. Gottfryd obiecywał angielskiemu królowi gotowość do przejścia na jego stronę, zamierzając możliwie jak najbardziej opóźnić marsz armii rebelianckiej. W tym samym czasie armia francuska zbliżała się do Saintonge, zdobywając w dniu 4 maja Poitiers i kilka zamków m.in. Béruge, Frontenay, Saint-Gelais oraz Thoré. W dniu 20 czerwca Francuzi ku zaskoczeniu Anglików dotarli pod Taillebourg, gdzie połączyli się z miejscowymi siłami Gottfryda, który zerwał wcześniej rozmowy z Henrykiem.
Dnia 21 lipca armia francuska przekroczyła rzekę Charente po jednym z dwóch mostów (kamiennym) pod Taillebourgiem, wiążąc znajdujące się na przeciwległym brzegu siły angielskie. Ludwik IX nakazał 500 swoim ludziom, w większości kusznikom przekroczenie rzeki drugim mostem (drewnianym) i niepostrzeżenie obejście pozycji angielskich. Niekorzystnego położenia armii angielskiej domyślił się wkrótce Ryszard z Kornwalii, który rozpoczął z Francuzami wielogodzinne rokowania w sprawie zawieszenia broni. Wezwał też swojego brata króla Henryka III do odwrotu, w celu połączenia się z siłami hrabiego Hugona z Lusignan, który w tym samym czasie zajmował Saintes. Jednak dnia 23 lipca Francuzi uderzyli na kierujących się ku Saintes Anglików, zadając im znaczne straty i zmuszając wielu do ucieczki. Henryk III ze swoją obstawą uciekł do zamku Pons. Dnia 24 lipca Saintes poddało się królowi francuskiemu, w kolejnych dniach skapitulował Hugo z Lusignan oraz obrońcy Pons. W tej sytuacji  Henryk uciekł z miasta do Blaye, gdzie pozostawił cały swój bagaż, po czym wycofał się do bezpiecznego Bordeaux. Tutaj zajął się organizacją blokady morskiej portu La Rochelle, podjął też próby pozyskania do swoich planów cesarza Fryderyka II, co jednak zakończyło się niepowodzeniem. Na początku marca 1243 r. Henryk zakończył blokadę La Rochelle, po czym powrócił do Anglii. 12 marca 1243 r. obaj władcy zawarli formalne zawieszenie broni na okres 5 lat.
Bitwa pod Taillebourgiem była ostatnią zbrojną próbą odzyskania przez Plantagenetów utraconych ziem. W kolejnych latach Henryk III musiał mierzyć się z wzmagającą się opozycją miejscowych baronów. Kampanie prowadzone były przez króla głównie za pieniądze  baronów, którzy nie chcieli już ponosić dodatkowych kosztów. W tej sytuacji Henryk nie mógł myśleć o przeprowadzeniu kolejnej wyprawy, dlatego w roku 1248 zawieszenie broni przedłużono o kolejne 5 lat do roku 1254. W roku 1259 Anglia i Francja zawarły pokój w Paryżu. Henryk uznał prawo francuskie do większości utraconych terenów, otrzymując w lenno niektóre ziemie (Saintonge, Perigord, Limousin).